# Lista de treinadores do Botafogo de Futebol e Regatas
Este artigo traz a lista de treinadores de futebol do Botafogo de Futebol e Regatas. Até 1942, a lista enumera os treinadores do Botafogo Football Club, agremiação que, juntamente ao Club de Regatas Botafogo (que não possuía um departamento de futebol), deu origem ao atual Botafogo de Futebol e Regatas.
O uruguaio Juan Carlos Bertone foi o primeiro treinador solo do Botafogo, uma vez que a equipe era dirigida por comitês de 1906 a 1923. Já o primeiro técnico do alvinegro na era profissional foi Armindo Nobs, que iniciou a temporada de 1935 no comando do time, mas tão logo foi substituído por Carlito Rocha.

## Treinadores
| Treinador                 | Chegada    | Saída           | Tempo no cargo    | Títulos | Ref.              |
| ------------------------- | ---------- | --------------- | ----------------- | --- | ----------------- |
| Juan Carlos Bertone       | 14/02/1923 | 1924            | Desconhecido      | | [ 1 ]             |
| Lulu Rocha                | 1924       | 1924            | Desconhecido      | |                   |
| Vadinho                   | 1924       | 1924            | Desconhecido      | |                   |
| Carlito Rocha             | 1925       | 1925            | Desconhecido      | |                   |
| Marinetti                 | 1926       | 1926            | Desconhecido      | |                   |
| Carlito Rocha (2)         | 1926       | 1926            | Desconhecido      | |                   |
| Marinetti (2)             | 1927       | 1927            | Desconhecido      | |                   |
| Ramón Platero             | 1927       | 1927            | Desconhecido      | |                   |
| Carlito Rocha (3)         | 1927       | 1927            | Desconhecido      | |                   |
| Vadinho (2)               | 1927       | 1927            | Desconhecido      | |                   |
| Ramón Platero (2)         | 1927       | 1928            | Desconhecido      | |                   |
| Vadinho (3)               | 1928       | 1928            | Desconhecido      | |                   |
| Flávio Ramos              | 1928       | 1928            | Desconhecido      | |                   |
| Charles Williams          | 1929       | 30/07/1930      | Desconhecido      | | [ 2 ]             |
| Nicolas Ladanyi           | 1930       | 1933            | Desconhecido      | Taça dos Campeões Estaduais Rio-São Paulo: 1930 Taça Rio-Sul: 1931 Campeonato Carioca: 1930 e 1932                                                                                       |                   |
| Victor Guisard            | 1933       | 1933            | Desconhecido      | |                   |
| Armindo Nobs              | 1933       | 1935            | Desconhecido      | Campeonato Carioca: 1933 e 1934 |                   |
| Carlito Rocha (4)         | 04/04/1935 | 07/05/1939      | 4 anos e 33 dias  | Campeonato Carioca: 1935 Torneio Início: 1938 | [ 3 ] [ 4 ]       |
| Juca da Praia             | 09/05/1939 | 01/06/1939      | 23 dias           | | [ 5 ] [ 6 ] [ 7 ] |
| Dori Krueschner           | 09/05/1939 | 22/08/1940      | 1 ano e 105 dias  | | [ 5 ] [ 7 ] [ 8 ] |
| Adhemar Pimenta           | 22/08/1940 | 22/09/1942      | 2 anos e 31 dias  | | [ 8 ] [ 9 ]       |
| Carvalho Leite            | 22/09/1942 | 05/04/1943      | 195 dias          | | [ 9 ] [ 10 ]      |
| Mario Fortunato           | 06/04/1943 | 19/10/1943      | 196 dias          | | [ 11 ] [ 12 ]     |
| Martim Silveira           | 18/11/1943 | 05/07/1944      | 230 dias          | | [ 13 ] [ 14 ]     |
| Bengala                   | 06/07/1944 | 12/02/1946      | 1 ano e 221 dias  | | [ 14 ] [ 15 ]     |
| Martim Silveira (2)       | 13/02/1946 | 07/01/1947      | 328 dias          | | [ 15 ] [ 16 ]     |
| Ondino Viera              | 08/01/1947 | 26/12/1947      | 352 dias          | Torneio Início: 1947 | [ 16 ] [ 17 ]     |
| Zezé Moreira              | 06/01/1948 | 09/12/1949      | 1 ano e 337 dias  | Campeonato Carioca: 1948 | [ 18 ] [ 19 ]     |
| Carvalho Leite (2)        | 18/03/1950 | 22/06/1952      | 2 anos e 96 dias  | Torneio Municipal: 1951 Torneio Triangular de Porto Alegre: 1951 | [ 20 ] [ 21 ]     |
| Sylvio Pirillo            | 23/06/1952 | 10/11/1952      | 140 dias          | | [ 21 ] [ 22 ]     |
| Martim Silveira (3)       | 13/11/1952 | 13/01/1953      | 61 dias           | | [ 23 ] [ 24 ]     |
| Carvalho Leite (3)        | 14/01/1953 | 19/02/1953      | 36 dias           | | [ 25 ] [ 26 ]     |
| Gentil Cardoso            | 20/02/1953 | 04/01/1955      | 1 ano e 318 dias  | Torneio Quadrangular Interestadual: 1954 | [ 26 ] [ 27 ]     |
| Zezé Moreira (2)          | 05/01/1955 | 19/09/1956      | 1 ano e 258 dias  | | [ 27 ] [ 28 ]     |
| Geninho                   | 20/09/1956 | 30/05/1957      | 252 dias          | | [ 29 ] [ 30 ]     |
| João Saldanha             | 31/05/1957 | 30/12/1959      | 2 anos e 213 dias | Campeonato Carioca: 1957 | [ 31 ] [ 32 ]     |
| Paulo Amaral              | 03/01/1960 | 08/08/1961      | 1 ano e 217 dias  | Torneio Internacional da Colômbia: 1960 Torneio Triangular da Costa Rica: 1961 | [ 32 ] [ 33 ]     |
| Marinho Rodrigues         | 15/08/1961 | 03/04/1963      | 1 ano e 231 dias  | Torneio Rio–São Paulo: 1962 Taça dos Campeões Estaduais Rio-São Paulo: 1961 Campeonato Carioca: 1961 e 1962 Torneio Início: 1961, 1962 e 1963 Torneio Pentagonal do México: 1962         | [ 34 ] [ 35 ]     |
| Danilo Alvim              | 15/04/1963 | 04/11/1963      | 203 dias          | Torneio Internacional de Paris: 1963 | [ 36 ] [ 37 ]     |
| Paraguaio                 | 04/11/1963 | 16/12/1963      | 42 dias           | | [ 37 ] [ 38 ]     |
| Zoulo Rabello             | 21/01/1964 | 21/09/1964      | 244 dias          | Torneio Jubileu de Ouro de La Paz: 1964 Panamaribo Cup: 1964 Torneio Governador Magalhães Pinto: 1964                                                                                    | [ 39 ] [ 40 ]     |
| Geninho (2)               | 22/09/1964 | 13/05/1965      | 233 dias          | Torneio Rio–São Paulo: 1964 | [ 41 ] [ 42 ]     |
| Daniel Pinto              | 15/06/1965 | 22/12/1965      | 190 dias          | | [ 43 ] [ 44 ]     |
| Admildo Chirol            | 23/12/1965 | 01/03/1967      | 1 ano e 68 dias   | Torneio Rio–São Paulo: 1966 Taça Círculo de Periódicos Esportivos: 1966 Copa Carranza de Buenos Aires: 1966                                                                              | [ 44 ] [ 45 ]     |
| Zagallo                   | 02/05/1967 | 03/12/1970      | 3 anos e 215 dias | Campeonato Brasileiro: 1968 Campeonato Carioca: 1967 e 1968 Taça Guanabara: 1967 e 1968 Torneio Início: 1967 Troféu Triangular de Caracas: 1968 e 1970 Torneio Hexagonal do México: 1968 | [ 46 ] [ 47 ]     |
| Paulinho de Almeida       | 01/01/1971 | 03/03/1971      | 61 dias           | | [ 48 ] [ 49 ]     |
| Paraguaio (2)             | 04/03/1971 | 26/12/1971      | 297 dias          | | [ 50 ] [ 51 ]     |
| Tim                       | 03/01/1972 | 03/10/1972      | 274 dias          | | [ 52 ] [ 53 ]     |
| Sebastião Leônidas        | 04/10/1972 | 19/07/1973      | 288 dias          | | [ 53 ] [ 54 ]     |
| Paraguaio (3)             | 20/07/1973 | 07/05/1974      | 291 dias          | | [ 54 ] [ 55 ]     |
| Paulistinha               | 08/05/1974 | 15/07/1974      | 68 dias           | | [ 56 ] [ 57 ]     |
| Zagallo (2)               | 16/07/1974 | 16/12/1975      | 1 ano e 153 dias  | Torneio Independência do Brasil: 1974 Taça Augusto Pereira da Mota: 1975 | [ 57 ] [ 58 ]     |
| Telê Santana              | 18/12/1975 | 17/05/1976      | 151 dias          | | [ 59 ] [ 60 ]     |
| Paulo Amaral (2)          | 17/05/1976 | 10/12/1976      | 207 dias          | Taça José Wânder Rodrigues Mendes: 1976 Torneio Ministro Ney Braga: 1976 | [ 60 ] [ 61 ]     |
| Sebastião Leônidas (2)    | 20/12/1976 | 01/06/1977      | 163 dias          | Torneio Início: 1977 | [ 62 ] [ 63 ]     |
| Zezé Moreira (3)          | 07/06/1977 | 01/09/1977      | 86 dias           | | [ 64 ] [ 65 ]     |
| Paulistinha (2)           | 01/09/1977 | 19/09/1977      | 18 dias           | | [ 65 ] [ 66 ]     |
| Danilo Alves              | 20/09/1977 | 14/12/1977      | 85 dias           | | [ 67 ] [ 68 ]     |
| Zagallo (3)               | 15/12/1977 | 18/10/1978      | 307 dias          | | [ 69 ] [ 70 ]     |
| Danilo Alves (2)          | 18/10/1978 | 12/12/1978      | 55 dias           | | [ 70 ] [ 71 ]     |
| Joel Martins              | 15/01/1979 | 19/07/1979      | 185 dias          | | [ 72 ] [ 73 ]     |
| Jorge Vieira              | 19/07/1979 | 06/11/1979      | 110 dias          | | [ 73 ] [ 74 ]     |
| Paulo Amaral (3)          | 14/12/1979 | 29/04/1980      | 137 dias          | | [ 75 ] [ 76 ]     |
| Othon Valentim            | 29/04/1980 | 21/09/1980      | 145 dias          | | [ 76 ] [ 77 ]     |
| Paulo Emílio              | 22/09/1980 | 26/12/1980      | 95 dias           | | [ 78 ] [ 79 ]     |
| Paulinho de Almeida (2)   | 26/12/1980 | 06/12/1981      | 345 dias          | | [ 79 ] [ 80 ]     |
| Jorge Vieira (2)          | 03/12/1981 | 25/03/1982      | 112 dias          | | [ 81 ] [ 82 ]     |
| Ernesto Guedes            | 22/04/1982 | 07/06/1982      | 46 dias           | | [ 83 ] [ 84 ]     |
| Zé Mário                  | 11/06/1982 | 15/06/1983      | 1 ano e 4 dias    | Torneio 23.° Aniversário de Brasília: 1983 | [ 85 ] [ 86 ]     |
| Sebastião Leônidas (3)    | 15/06/1983 | 05/12/1983      | 173 dias          | | [ 86 ] [ 87 ]     |
| Didi                      | 06/12/1983 | 26/05/1984      | 172 dias          | | [ 88 ] [ 89 ]     |
| Humberto Redes            | 30/05/1984 | 12/08/1984      | 74 dias           | Torneio de Genebra: 1984 | [ 90 ] [ 91 ]     |
| Jair Pereira              | 13/08/1984 | 09/10/1984      | 57 dias           | | [ 91 ] [ 92 ]     |
| Orlando Fantoni           | 11/10/1984 | 28/12/1984      | 78 dias           | | [ 93 ] [ 94 ]     |
| Jorge Vieira (3)          | 08/01/1985 | 28/02/1985      | 51 dias           | | [ 95 ] [ 96 ]     |
| Abel Braga                | 01/03/1985 | 29/10/1985      | 242 dias          | Torneio de Berna: 1985 | [ 96 ] [ 97 ]     |
| Carbone                   | 04/11/1985 | 12/06/1986      | 220 dias          | | [ 98 ] [ 99 ]     |
| Zagallo (4)               | 15/07/1986 | 12/11/1986      | 120 dias          | | [ 100 ] [ 101 ]   |
| Joel Martins (2)          | 14/11/1986 | 18/02/1987      | 97 dias           | | [ 102 ] [ 103 ]   |
| Jair Pereira (2)          | 23/02/1987 | 25/08/1987      | 244 dias          | | [ 104 ] [ 105 ]   |
| Zé Carlos                 | 31/08/1987 | 29/02/1988      | 188 dias          | | [ 105 ] [ 106 ]   |
| Pinheiro                  | 30/03/1988 | 12/09/1988      | 166 dias          | Troféu Cidade de Palma de Mallorca: 1988 | [ 107 ] [ 108 ]   |
| Jair Pereira (3)          | 13/09/1988 | 28/12/1988      | 106 dias          | | [ 109 ] [ 110 ]   |
| Valdir Espinosa           | 18/01/1989 | 04/10/1989      | 259 dias          | Campeonato Carioca: 1989 Taça Rio: 1989 | [ 111 ] [ 112 ]   |
| Edu                       | 05/10/1989 | 19/06/1990      | 347 dias          | Torneio da Amizade de Veracruz: 1990 | [ 113 ] [ 114 ]   |
| Joel Martins (3)          | 19/06/1990 | 17/09/1990      | 90 dias           | Campeonato Carioca: 1990 | [ 114 ] [ 115 ]   |
| Valdir Espinosa (2)       | 17/09/1990 | 25/05/1991      | 250 dias          | | [ 115 ] [ 116 ]   |
| Ernesto Paulo             | 10/07/1991 | 21/01/1992      | 195 dias          | | [ 117 ] [ 118 ]   |
| Gil                       | 22/01/1992 | 14/08/1992      | 205 dias          | | [ 118 ] [ 119 ]   |
| Edinho                    | 17/08/1992 | 06/12/1992      | 111 dias          | | [ 120 ] [ 121 ]   |
| Paulo Emílio (2)          | 16/12/1992 | 14/04/1993      | 119 dias          | | [ 122 ] [ 123 ]   |
| Othon Valentim (2)        | 14/04/1993 | 12/05/1993      | 28 dias           | | [ 124 ] [ 125 ]   |
| Carlos Alberto Torres     | 13/05/1993 | 03/12/1993      | 204 dias          | Copa Conmebol: 1993 | [ 125 ] [ 126 ]   |
| Dé                        | 04/12/1993 | 13/05/1994      | 162 dias          | | [ 126 ] [ 127 ]   |
| Renato Trindade           | 20/05/1994 | 16/02/1995      | 272 dias          | Torneio Internacional Triangular Eduardo Paes: 1994 | [ 128 ] [ 129 ]   |
| Jair Pereira (4)          | 17/02/1995 | 03/07/1995      | 136 dias          | | [ 130 ] [ 131 ]   |
| Paulo Autuori             | 12/07/1995 | 27/12/1995      | 168 dias          | Campeonato Brasileiro: 1995 | [ 132 ] [ 133 ]   |
| Marinho Peres             | 29/12/1995 | 09/04/1996      | 102 dias          | Taça Cidade Maravilhosa: 1996 | [ 134 ] [ 135 ]   |
| Ricardo Barreto           | 11/04/1996 | 15/09/1996      | 157 dias          | Troféu Teresa Herrera: 1996 Copa Nippon Ham: 1996 III Torneio Presidente da Rússia: 1996 Copa Rio-Brasília: 1996                                                                         | [ 135 ] [ 136 ]   |
| Jair Pereira (5)          | 17/09/1996 | 03/12/1996      | 77 dias           | | [ 137 ]           |
| Joel Santana              | 04/12/1996 | 15/08/1997      | 254 dias          | Campeonato Carioca: 1997 Taça Guanabara: 1997 Taça Rio: 1997 | [ 138 ] [ 139 ]   |
| Sebastião Rocha           | 17/08/1997 | 23/09/1997      | 37 dias           | | [ 140 ] [ 141 ]   |
| Carlos Alberto Torres (2) | 23/09/1997 | 08/11/1997      | 46 dias           | | [ 141 ] [ 142 ]   |
| Gílson Nunes              | 05/01/1998 | 25/03/1998      | 79 dias           | Torneio Rio–São Paulo: 1998 | [ 143 ] [ 144 ]   |
| Paulo Autuori (2)         | 26/03/1998 | 25/09/1998      | 183 dias          | | [ 145 ] [ 146 ]   |
| Valdir Espinosa (3)       | 28/09/1998 | 14/03/1999      | 167 dias          | | [ 147 ] [ 148 ]   |
| Gílson Nunes (2)          | 22/03/1999 | 28/06/1999      | 98 dias           | | [ 149 ] [ 150 ]   |
| Mauro Fernandes           | 02/07/1999 | 16/08/1999      | 45 dias           | | [ 151 ] [ 152 ]   |
| Carlos Alberto Torres (3) | 16/08/1999 | 14/09/1999      | 29 dias           | | [ 152 ] [ 153 ]   |
| Antônio Clemente          | 14/09/1999 | 21/12/1999      | 98 dias           | | [ 153 ]           |
| Joel Santana (2)          | 22/12/1999 | 07/09/2000      | 260 dias          | | [ 154 ] [ 155 ]   |
| Antônio Clemente (2)      | 07/09/2000 | 21/11/2000      | 75 dias           | | [ 155 ] [ 156 ]   |
| Sebastião Lazaroni        | 27/11/2000 | 11/04/2001      | 135 dias          | | [ 157 ] [ 158 ]   |
| Dé (2)                    | 12/04/2001 | 19/06/2001      | 68 dias           | | [ 159 ] [ 160 ]   |
| Paulo Autuori (3)         | 04/07/2001 | 13/10/2001      | 40 dias           | | [ 161 ] [ 162 ]   |
| Abel Braga (2)            | 15/10/2001 | 08/07/2002      | 266 dias          | | [ 163 ] [ 164 ]   |
| Arthur Bernardes          | 09/07/2002 | 22/08/2002      | 44 dias           | | [ 165 ] [ 166 ]   |
| Abel Braga (3)            | 23/08/2002 | 21/09/2002      | 29 dias           | | [ 167 ] [ 168 ]   |
| Ivo Wortmann              | 24/09/2002 | 09/11/2002      | 46 dias           | | [ 169 ] [ 170 ]   |
| Carlos Alberto Torres (4) | 09/11/2002 | 20/11/2002      | 11 dias           | | [ 170 ] [ 171 ]   |
| Levir Culpi               | 27/12/2002 | 25/04/2004      | 1 ano e 120 dias  | | [ 172 ] [ 173 ]   |
| Mauro Galvão              | 18/05/2004 | 16/08/2004      | 90 dias           | | [ 174 ] [ 175 ]   |
| Paulo Bonamigo            | 17/08/2004 | 24/03/2005      | 219 dias          | | [ 176 ] [ 177 ]   |
| Paulo César Gusmão        | 28/03/2005 | 27/06/2005      | 91 dias           | | [ 178 ] [ 179 ]   |
| Péricles Chamusca         | 01/07/2005 | 27/08/2005      | 57 dias           | | [ 180 ] [ 181 ]   |
| Celso Roth                | 29/08/2005 | 04/12/2005      | 97 dias           | | [ 182 ] [ 183 ]   |
| Carlos Roberto            | 07/12/2005 | 21/05/2006      | 165 dias          | Campeonato Carioca: 2006 Taça Guanabara: 2006 | [ 184 ] [ 185 ]   |
| Cuca                      | 22/05/2006 | 28/09/2007      | 1 ano e 129 dias  | Taça Rio: 2007 | [ 186 ] [ 187 ]   |
| Mário Sérgio              | 29/09/2007 | 07/10/2007      | 8 dias            | | [ 188 ] [ 189 ]   |
| Cuca (2)                  | 08/10/2007 | 29/05/2008      | 234 dias          | Taça Rio: 2008 Copa Peregrino: 2008 | [ 189 ] [ 190 ]   |
| Geninho                   | 30/05/2008 | 10/07/2008      | 41 dias           | | [ 191 ] [ 192 ]   |
| Ney Franco                | 11/07/2008 | 10/08/2009      | 1 ano e 30 dias   | Taça Guanabara: 2009 | [ 193 ] [ 194 ]   |
| Estevam Soares            | 11/08/2009 | 25/01/2010      | 167 dias          | | [ 195 ] [ 196 ]   |
| Joel Santana (3)          | 26/01/2010 | 22/03/2011      | 1 ano e 55 dias   | Campeonato Carioca: 2010 Taça Guanabara: 2010 Taça Rio: 2010 | [ 197 ] [ 198 ]   |
| Caio Júnior               | 23/03/2011 | 17/11/2011      | 239 dias          | | [ 199 ] [ 200 ]   |
| Oswaldo de Oliveira       | 23/12/2011 | 09/12/2013      | 1 ano e 351 dias  | Campeonato Carioca: 2013 Taça Guanabara: 2013 Taça Rio: 2012 e 2013 | [ 201 ] [ 202 ]   |
| Eduardo Hungaro           | 18/12/2013 | 11/04/2014      | 114 dias          | | [ 203 ] [ 204 ]   |
| Vagner Mancini            | 15/04/2014 | 10/12/2014      | 239 dias          | | [ 205 ] [ 206 ]   |
| René Simões               | 16/12/2014 | 15/07/2015      | 211 dias          | Taça Guanabara: 2015 | [ 207 ] [ 208 ]   |
| Ricardo Gomes             | 22/07/2015 | 12/08/2016      | 1 ano e 21 dias   | Campeonato Brasileiro - Série B: 2015 | [ 209 ] [ 210 ]   |
| Jair Ventura              | 13/08/2016 | 22/12/2017      | 1 ano e 131 dias  | | [ 211 ] [ 212 ]   |
| Felipe Conceição          | 23/12/2017 | 10/02/2018      | 49 dias           | | [ 213 ] [ 214 ]   |
| Alberto Valentim          | 14/02/2018 | 19/06/2018      | 125 dias          | Campeonato Carioca: 2018 | [ 215 ] [ 216 ]   |
| Marcos Paquetá            | 26/06/2018 | 01/08/2018      | 36 dias           | | [ 217 ] [ 218 ]   |
| Zé Ricardo                | 04/08/2018 | 12/04/2019      | 251 dias          | | [ 219 ] [ 220 ]   |
| Eduardo Barroca           | 16/04/2019 | 06/10/2019      | 173 dias          | | [ 221 ] [ 222 ]   |
| Alberto Valentim (2)      | 11/10/2019 | 09/02/2020      | 121 dias          | | [ 223 ] [ 224 ]   |
| Paulo Autuori (4)         | 12/02/2020 | 01/10/2020      | 232 dias          | | [ 225 ] [ 226 ]   |
| Bruno Lazaroni            | 01/10/2020 | 28/10/2020      | 27 dias           | | [ 226 ] [ 227 ]   |
| Ramón Díaz                | 05/11/2020 | 27/11/2020      | 22 dias           | | [ 228 ] [ 229 ]   |
| Eduardo Barroca (2)       | 28/11/2020 | 06/02/2021      | 70 dias           | | [ 229 ] [ 230 ]   |
| Marcelo Chamusca          | 22/02/2021 | 13/07/2021      | 141 dias          | | [ 231 ] [ 232 ]   |
| Enderson Moreira          | 20/07/2021 | 11/02/2022      | 206 dias          | Campeonato Brasileiro - Série B: 2021 | [ 233 ] [ 234 ]   |
| Luís Castro               | 25/03/2022 | 30/06/2023      | 1 ano e 97 dias   | Taça Rio: 2023 | [ 235 ] [ 236 ]   |
| Bruno Lage                | 12/07/2023 | 04/10/2023      | 84 dias           | | [ 237 ] [ 238 ]   |
| Tiago Nunes               | 16/11/2023 | 22/02/2024      | 98 dias           | | [ 239 ] [ 240 ]   |
| Artur Jorge               | 05/04/2024 | 03/01/2025      | 273 dias          | Copa Libertadores da América: 2024 Campeonato Brasileiro: 2024 | [ 241 ] [ 242 ]   |
| Renato Paiva              | 28/02/2025 | 29/06/2025      | 121 dias          | | [ 243 ] [ 244 ]   |
| Davide Ancelotti          | 08/07/2025 | Atual treinador | 0 dias            | | [ 245 ]           |

### Treinadores interinos
| Treinador              | Ano  | Nota | Ref.                    |
| ---------------------- | ---- | --- | ----------------------- |
| Carvalho Leite         | 1942 | Comandou o time interinamente durante a licença de Adhemar Pimenta, técnico da Seleção Brasileira                   | [ 246 ]                 |
| Geninho                | 1950 | Acumulou as funções de jogador e treinador durante alguns jogos do Torneio Rio-São Paulo                            | [ 247 ]                 |
| Newton Cardoso         | 1954 | Comandou o time durante o Torneio Início                                                                            | [ 248 ]                 |
| Geninho (2)            | 1955 | Comandou o time durante o Torneio Início                                                                            | [ 249 ]                 |
| Paulo Amaral           | 1957 | Comandou o time interinamente em uma partida do Torneio Rio-São Paulo                                               | [ 30 ]                  |
| Marinho Rodrigues      | 1958 | Comandou o time interinamente durante o Torneio João Teixeira de Carvalho                                           |                         |
| Paulo Amaral (2)       | 1959 | Comandou o time interinamente em uma partida do Torneio Rio-São Paulo e em dois amistosos na Europa                 | [ 250 ] [ 251 ] [ 252 ] |
| Marinho Rodrigues (2)  | 1960 | Comandou o time interinamente durante punição do técnico Paulo Amaral imposta pelo TJD                              | [ 253 ] [ 254 ]         |
| Paraguaio              | 1963 | Comandou o time durante o Torneio Início                                                                            | [ 255 ] [ 256 ]         |
| Admildo Chirol         | 1965 | Comandou o time interinamente após a saída de Geninho e antes da chegada de Daniel Pinto                            | [ 42 ] [ 43 ]           |
| Neca                   | 1966 | Comandou o time interinamente durante excursão pelo Brasil                                                          | [ 257 ] [ 258 ]         |
| Tim                    | 1966 | Comandou o time interinamente, emprestado pelo Fluminense, em um amistoso contra o Ferroviário                      | [ 259 ]                 |
| Paraguaio (2)          | 1970 | Comandou o time interinamente durante a licença de Zagallo, técnico da Seleção Brasileira                           | [ 260 ]                 |
| Luiz Henrique          | 1970 | Comandou o time interinamente após a saída de Zagallo e antes da chegada de Paulinho de Almeida                     | [ 261 ]                 |
| Djalma Cavalcante      | 1979 | Comandou o time interinamente em sete partidas do Campeonato Brasileiro                                             | [ 74 ] [ 262 ]          |
| Félix                  | 1982 | Comandou o time interinamente após a saída de Jorge Vieira e antes da chegada de Ernesto Guedes                     | [ 263 ]                 |
| Cléber Camerino        | 1985 | Comandou o time interinamente em uma partida do Campeonato Carioca                                                  | [ 264 ]                 |
| Cléber Camerino        | 1986 | Comandou o time interinamente durante excursão pela Costa Rica                                                      | [ 265 ]                 |
| Sebastião Leônidas     | 1986 | Comandou o time interinamente após a saída de Carbone e antes da chegada de Zagallo                                 | [ 266 ] [ 267 ]         |
| Sebastião Leônidas     | 1987 | Comandou o time interinamente em um amistoso contra o Tupi                                                          | [ 268 ]                 |
| Joel Martins           | 1988 | Comandou o time interinamente após a saída de Zé Carlos e antes da chegada de Pinheiro                              | [ 269 ]                 |
| Sebastião Leônidas (3) | 1989 | Comandou o time interinamente durante excursão pela Europa                                                          | [ 270 ] [ 271 ] [ 272 ] |
| Gil                    | 1991 | Comandou o time interinamente após a saída de Valdir Espinosa e antes da chegada de Ernesto Paulo                   | [ 273 ] [ 274 ]         |
| Joel Martins (2)       | 1992 | Comandou o time interinamente em um amistoso contra a Seleção de Luziânia                                           | [ 275 ]                 |
| Ronaldo Torres         | 1993 | Comandou o time interinamente em um amistoso contra o Tupi e em duas partidas da Copa Rio                           | [ 276 ] [ 277 ]         |
| Antônio Clemente       | 1994 | Comandou o time interinamente em uma partida do Campeonato Brasileiro, uma da Copa Conmebol e uma da Copa Rio       | [ 278 ] [ 279 ] [ 280 ] |
| Ronaldo Torres (2)     | 1995 | Comandou o time interinamente em uma partida do Campeonato Carioca e em um amistoso contra o Paulista               | [ 281 ] [ 282 ]         |
| Renê Weber             | 1995 | Comandou o time interinamente durante a Copa Rio                                                                    | [ 283 ]                 |
| Renê Weber             | 1996 | Comandou o time interinamente em um amistoso contra o Nacional-AM                                                   | [ 284 ]                 |
| Ronaldo Torres (3)     | 1996 | Comandou o time interinamente em uma partida da Libertadores e uma do Campeonato Carioca                            | [ 285 ] [ 286 ]         |
| Valinhos               | 1997 | Comandou o time interinamente em uma partida do Campeonato Carioca                                                  | [ 287 ]                 |
| Ronaldo Torres (4)     | 1998 | Comandou o time interinamente em uma partida do Campeonato Brasileiro                                               | [ 288 ]                 |
| Dé                     | 1999 | Comandou o time interinamente em uma partida da Copa do Brasil e uma do Campeonato Carioca                          | [ 289 ] [ 290 ]         |
| Ricardo Barreto        | 2000 | Comandou o time interinamente durante a Copa Rio                                                                    |                         |
| Antônio Clemente (2)   | 2001 | Comandou o time interinamente em um amistoso contra a Seleção de Ulsan                                              | [ 291 ]                 |
| Renê Weber (2)         | 2001 | Comandou o time interinamente em um amistoso contra a Desportiva Ferroviária                                        | [ 292 ]                 |
| Dé (2)                 | 2002 | Comandou o time B durante o Campeonato Carioca                                                                      | [ 293 ]                 |
| Zagallinho             | 2002 | Comandou o time B interinamente durante o Campeonato Carioca                                                        | [ 294 ]                 |
| Luiz Matter            | 2004 | Comandou o time interinamente em quatro partidas da Série A                                                         | [ 295 ]                 |
| Édson Gonzaga          | 2004 | Comandou o time interinamente em um amistoso comemorativo pelo centenário do clube contra o Grêmio                  | [ 296 ]                 |
| Acácio                 | 2005 | Comandou o time interinamente em uma partida da Série A                                                             | [ 297 ]                 |
| Cuquinha               | 2006 | Comandou o time interinamente em cinco partidas da Série A, durante punição do técnico Cuca imposta pelo STJD       | [ 298 ] [ 299 ]         |
| Luizinho Rangel        | 2008 | Comandou o time interinamente em uma partida da Série A                                                             | [ 300 ]                 |
| Jair Ventura           | 2010 | Comandou o time interinamente em uma partida do Campeonato Carioca                                                  | [ 301 ]                 |
| Flávio Tenius          | 2011 | Comandou o time interinamente em uma partida do Campeonato Carioca e três da Série A                                | [ 302 ] [ 303 ]         |
| Jair Ventura (2)       | 2015 | Comandou o time interinamente em uma partida da Série B                                                             | [ 304 ]                 |
| Bruno Lazaroni         | 2018 | Comandou o time interinamente em uma partida da Série A                                                             | [ 305 ]                 |
| Bruno Lazaroni         | 2019 | Comandou o time interinamente em duas partidas da Série A                                                           | [ 306 ] [ 307 ]         |
| Bruno Lazaroni         | 2020 | Comandou o time B em duas partidas do Campeonato Carioca                                                            | [ 308 ] [ 309 ]         |
| Flávio Tenius (2)      | 2020 | Comandou o time interinamente em duas partidas da Série A e uma da Copa do Brasil                                   | [ 310 ] [ 311 ] [ 312 ] |
| Emiliano Díaz          | 2020 | Comandou o time interinamente em três partidas da Série A, durante licença médica de Ramón Díaz                     | [ 313 ] [ 314 ] [ 315 ] |
| Lúcio Flávio           | 2021 | Comandou o time interinamente em quatro partidas da Série A                                                         | [ 316 ]                 |
| Ricardo Resende        | 2021 | Comandou o time interinamente em duas partidas da Série B                                                           | [ 317 ]                 |
| Lúcio Flávio (2)       | 2022 | Comandou o time interinamente após a saída de Enderson Moreira e antes da chegada de Luís Castro                    | [ 318 ]                 |
| Lúcio Flávio (2)       | 2023 | Comandou o time B em uma partida do Campeonato Carioca                                                              | [ 319 ]                 |
| Cláudio Caçapa         | 2023 | Comandou o time interinamente após a saída de Luís Castro e antes da chegada de Bruno Lage                          | [ 320 ]                 |
| Lúcio Flávio (3)       | 2023 | Comandou o time interinamente após a saída de Bruno Lage e antes da chegada de Tiago Nunes                          | [ 321 ] [ 322 ]         |
| Fabio Matias           | 2024 | Comandou o time interinamente após a saída de Tiago Nunes e antes da chegada de Artur Jorge e conquistou a Taça Rio | [ 323 ] [ 324 ]         |
| Carlos Leiria          | 2025 | Comandou o time interinamente em nove partidas do Campeonato Carioca e na partida da Supercopa Rei                  | [ 325 ]                 |
| Cláudio Caçapa (2)     | 2025 | Comandou o time interinamente em duas partidas do Campeonato Carioca e nas finais da Recopa Sul-Americana           | [ 326 ]                 |